# Cabestany
Cabestany er en by og kommune i departementet Pyrénées-Orientales i Sydfrankrig.
Byen er i de sidste 40 år vokset kraftigt på grund af sin beliggenhed tæt på Perpignan.

## Geografi
Cabestany ligger på Roussillon-sletten kun 6 km sydøst for Perpignan. Saleilles ligger 4 km mod syd.
Den smule landbrugsjord, som er tilbage i kommunen, er hovedsageligt vinmarker.

## Navn
Cabestany nævnes første gang i 927 som Villa de Cabestagnio, i 1211 som Villa de Capite Stangnoum og i 1342 som Villa de Capitestanyo. Navnet kommer af latin caput (hoved) og stagnum (stillestående vand, indsø) og indikerer dels en romersk oprindelse og dels tilstedeværelsen af en indsø nær byen. 

## Historie
Cabestany har været en romersk bebyggelse helt fra det 2. århundrede fvt og indtil det 5. århundrede. Vejen Via Domitia har passeret lige sydøst for byen.
I 1089 nævnes kirken Notre-Dame-des-Anges for første gang. I kirken opbevares en tympanum fra sidste halvdel af det 12. århundrede af Mesteren fra Cabestany, som regnes for en af de mest originale kunstnere i romansk tid. På omkring samme tiden skrev troubadouren Guillem de Cabestany sine digte.
I det 13. århundrede kom Cabestany i Johanniterordenens besiddelse. Et ejerskab som holdt helt til den franske revolution.
I 1923 blev Saleilles udskilt som en selvstændig kommune.

## Borgmesteren
| Navn                   | Periode      |
| ---------------------- | ------------ |
| Mare Beille            | ?-06/1815    |
| Jean Berga             | 06/1815–1825 |
| Antoine Meunier        | 1825–1831    |
| Augustin Oriola        | 1831–1834    |
| Pierre Berga           | 1834–1837    |
| Joseph Sabardeil       | 1837–1848    |
| Joseph Gely            | 1848–1848    |
| Louis Sabardeil        | 1848–1852    |
| Joseph Pons            | 1852–1855    |
| Victor Battle          | 1855–1868    |
| Michel Fort            | 1868-?       |
| Jean Camo              | 1870–1874    |
| Louis Sabardeil        | 1874–1876    |
| Pierre Pastor          | 1876–1878    |
| Jean Nogues            | 1878–1881    |
| Joseph Cavaille        | 1881–1882    |
| Emmanuel Pairi         | 1882–1883    |
| François Badie         | 1883–1884    |
| Théodore Carrere       | 1884–1886    |
| Étienne Casadamont     | 1886–1893    |
| Jean Fort              | 1893–1909    |
| Jacques Comignan       | 1909–1912    |
| François Sagui Escudie | 1912–1921    |
| François Pomarede      | 1921–1924    |
|                        |              |
| Jean Vila              | 1977-        |

## Demografi

### Udvikling i folketal
| 1962                                                              | 1968  | 1975  | 1982  | 1990  | 1999  | 2006  | 2010  | 2017   |
| ----------------------------------------------------------------- | ----- | ----- | ----- | ----- | ----- | ----- | ----- | ------ |
| 1.155                                                             | 1.346 | 3.390 | 6.221 | 7.513 | 8.259 | 8.360 | 9.074 | 10.106 |
| Tal fra og med 1962 er uden dobbelttælling (sans doubles comptes) |       |       |       |       |       |       |       |        |